# باتريك ميرفي (كاهن كاثوليكي)
باتريك ميرفي (بالإنجليزية: Patrick Murphy)‏ هو كاهن كاثوليكي أسترالي، ولد في 28 أكتوبر 1920 في أديلايد في أستراليا، وتوفي في 18 مارس 2007.